# Strongylopus springbokensis
Strongylopus springbokensis és una espècie de granota que viu a Sud-àfrica i, possiblement també, a Namíbia.
Està amenaçada d'extinció per la pèrdua del seu hàbitat natural.